# The Jacksons (album)
The Jacksons è il primo album in studio del gruppo musicale statunitense The Jacksons per l'etichetta discografica Epic Records dopo aver abbandonato la Motown, e il dodicesimo della loro carriera (includendo l'album di vecchi inediti Joyful Jukebox Music a nome "Jackson 5"), pubblicato il 27 novembre 1976.
È stato il primo album in studio del gruppo pubblicato dalla joint venture Epic Records/Philadelphia International Records (PIR), il primo registrato con il fratello minore Randy ed è stato allo stesso tempo anche il primo disco realizzato dal gruppo con il nome “The Jacksons”.
Nel 2021 ne è stata realizzata una nuova versione digitale estesa con al suo interno l’album completo con l’aggiunta di 4 canzoni bonus.

## Descrizione

### Antefatti
Dopo una serie di album e singoli di successo con la Motown, l'etichetta che li aveva lanciati nel 1969, i Jackson 5, spinti dal padre e manager Joseph, decisero di passare alla CBS/Epic Records nel 1976 (il contratto con la Motown scadeva il 10 marzo dello stesso anno).
Per una questione di diritti sul marchio, i fratelli furono costretti a cambiare nome in "The Jacksons". Inoltre dovettero rinunciare al fratello Jermaine, che si era sposato con la figlia di Berry Gordy, il presidente della Motown, e aveva deciso pertanto di restare con la vecchia casa discografica. A sostituirlo fu il fratello più piccolo di tutti, Randy, che li aveva già accompagnati sul palco in passato, ma che non era ancora entrato a far parte del gruppo in via ufficiale.

### Composizione

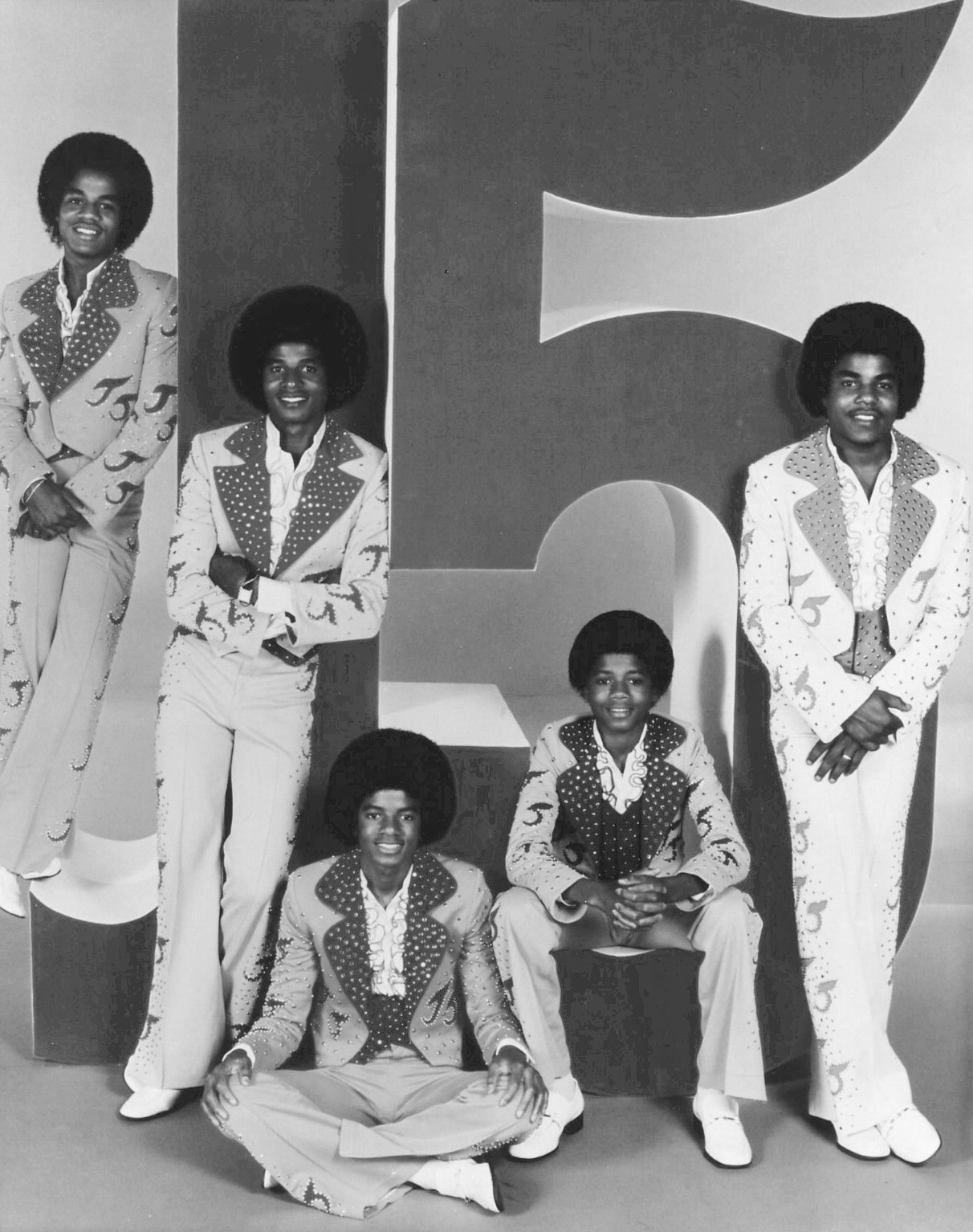
I Jacksons ritratti nel 1976 (da sinistra a destra: Marlon, Jackie, Michael, Randy e Tito) con ancora il logo "J5" alle loro spalle, che in breve non avrebbero più potuto utilizzare per questioni di diritti.

La Epic aveva promesso ai fratelli una maggiore libertà artistica rispetto alla Motown, dato che quest'ultima non lasciava scrivere e comporre i loro pezzi ai fratelli Jackson, e questo fu uno dei motivi per i quali decisero di cambiare etichetta. La Epic mantenne la promessa permettendo ai Jacksons di partecipare assieme al duo di scrittori Gamble/Huff e altri autori alla realizzazione di tutti i pezzi e pubblicando sull'album due canzoni scritte e composte totalmente dai fratelli, tra cui si annovera la prima canzone scritta e composta da Michael Jackson che sia mai stata pubblicata, Blues Away. L'altra fu il pezzo che concludeva l'album, Style of Life, scritta da Tito e Michael. Il duo Gamble e Huff compose inoltre il pezzo Dreamer ("Sognatore") con in mente proprio Michael.

### I brani
L'album si apre con le affermazioni di positività e indipendenza di Enjoy Yourself e l'energica Think Happy, che ha un ritmo soul e influenze gospel. Si sposta poi in un territorio più nostalgico con Good Times, una ballata soul che parla di un uomo che riflette sulla meraviglia di una sua passata amante e sull'amore che avevano una volta. Keep on Dancing ha un groove funk che presenta un sintetizzatore per basso Moog, arrangiato da Dexter Wansel, con Michael che fluttua sul groove con alcune inflessioni di Stevie Wonder nel suo approccio vocale; la canzone vira poi al territorio della disco music. Si passa poi alla sinuosa ballata Blues Away, prima canzone scritta e composta da Michael Jackson, che è incentrata su un giovane che soccombe alla tristezza, sentendosi incapace di affrontarla completamente. Lo sfondo jazz-soul della canzone contrasta con la natura apparentemente oscura del suo testo, conferendo alla canzone una qualità malinconica. La canzone ha anche messo in scena i primi esempi dell'approccio vocale percussivo di Michael, con i suoi singhiozzi drammatici e il beatboxing, che sarebbero presto diventati i suoi tratti distintivi. Segue Show You the Way to Go, canzone che viene spesso scambiata per una canzone romantica, quando in realtà è un invito all'unità nella comunità nera, come dichiarato dai suoi stessi autori. Living Together e Strength of One Man, promuovono i sentimenti di fratellanza, pace e armonia mentre le ultime due canzoni dell'album, l'eterea Dreamer e Style of Life, scritta da Michael e Tito, riprendono i temi dell'introspezione e del romanticismo della prima metà dell'album.

## Promozione
Per promuovere l'album, i Jacksons si esibirono in una serie di concerti in giro per gli Stati Uniti e fecero diverse apparizioni televisive in programmi popolari dell'epoca come The Freddie Prinze Show, The Sonny & Cher Show e The Mike Douglas Show oltre ad essere coinvolti in una serie di spettacoli di varietà a Las Vegas che portarono presto in televisione in un loro show personale chiamato The Jacksons TV Show, dove alternavano esibizioni dei loro pezzi ad alcuni sketch comici.

## Accoglienza
| Recensione                    | Giudizio |
| ----------------------------- | -------- |
| AllMusic                      |          |
| Robert Christgau              | C+       |
| The Rolling Stone Album Guide |          |

Jason Elias di AllMusic scrisse che il duo Kenneth Gamble e Leon Huff vennero scelti per garantire il successo dell'album, ma aggiunse che «nonostante le promesse, l'album è ostacolato da tracce derivate e dalla mancanza di sapere cosa fare con il gruppo, in particolare con Michael Jackson» lodando l'interpretazione di quest'ultimo su Enjoy Yourself che per il critico «ha catturato perfettamente la tarda adolescenza di Michael Jackson, con i suoi nuovi tic vocali e inflessioni». Robert Christgau scrisse che «Michael e i suoi fratelli non sono abbastanza potenti da mandare su di giri la macchina musicale vacillante di Gamble e Huff. O è viceversa?» dando all'album una valutazione C+. The Rolling Stone Album Guide scrisse che «l'ampio groove di Gamble e Huff ha un effetto di livellamento sul loro nuovo sound dance» mentre lodò l'interpretazione vocale di Michael Jackson in Show You the Way to Go che «avvolge la sua profonda svolta vocale e si trasforma in un cremoso e ricco ritornello a doppio binario; cantando ad anelli intorno a sé, Michael suona come nessun altro al mondo».

## Tracce
1. Enjoy Yourself – 3:24 (Kenny Gamble, Leon Huff)
2. Think Happy – 3:07 (Kenny Gamble, Leon Huff)
3. Good Times – 4:57 (Kenny Gamble, Leon Huff)
4. Keep on Dancing – 4:31 (Dexter Wansel)
5. Blues Away – 3:12 (Michael Jackson)
6. Show You the Way to Go – 5:30 (Kenny Gamble, Leon Huff)
7. Living Together – 4:26 (Dexter Wansel)
8. Strenght of One Man – 3:56 (Gene McFadden, John Whitehead, Victor Carstarphen)
9. Dreamer – 3:05 (Kenny Gamble, Leon Huff)
10. Style of Life – 3:19 (Tito Jackson, Michael Jackson)

### Bonus track della versione digitale estesa (2021)
1. Enjoy Yourself (7" Extended Version) – 3:40 (Gamble/Huff)
2. Enjoy Yourself (versione 12") – 5:50 (Gamble/Huff)
3. Show You the Way to Go (versione 7") – 3:30 (Gamble/Huff)
4. Living Together (Dimitri From Paris Disco Re-Edit) – 7:53 (Dexter Wansel)

## Successo commerciale
L'album ebbe un discreto successo, raggiungendo la posizione numero 6 della classifica album soul di Billboard e la numero 36 della classifica generale di Billboard, ma andarono meglio i suoi singoli: il singolo di lancio, Enjoy Yourself, raggiunse il 6º posto sulla Billboard Hot 100 e il 2º nella classifica dei singoli soul, rimanendo nelle classifiche per 21 settimane, mentre il secondo singolo, Show You the Way to Go, fu il primo e unico della band a raggiungere il 1º posto nella classifica britannica. L'album fu il primo nella carriera del gruppo ad essere certificato Disco d'oro negli Stati Uniti, dato che la loro precedente etichetta discografica, la Motown, non permetteva alla RIAA di certificare i propri album fino al 1976. Lo stesso avvenne col singolo Enjoy Yourself, che fu il primo singolo del gruppo a ricevere la certificazione di Disco d'oro e, in seguito, di Disco di platino dalla RIAA.

## Classifiche
| Classifica (1977)                      | Posizione raggiunta |
| -------------------------------------- | ------------------- |
| Classifica soul di Billboard (USA)     | 6                   |
| Classifica generale di Billboard (USA) | 36                  |

## Formazione
- Michael Jackson - voce principale, cori
- Jackie Jackson - cori
- Tito Jackson - chitarra e cori
- Randy Jackson - conga e cori
- Marlon Jackson - cori

### Musicisti
- Bobby Martin, Jack Faith, Dexter Wansel - arrangiamenti
- MFSB - vari strumenti

### Tecnici
- Jay Mark, Joe Tarsia - missaggio
- Jeff Stewart , Pete Humphreys - assistenti tecnico del suono
- John Berg, Harou Miyauchi - design copertina
- Norman Seeff - fotografo
- Kenneth Gamble, Leon Huff, Gene McFadden, John Whitehead, Dexter Wansel, Victor Carstarphen - compositori e produttori[8]